# Digital Equipment Corporation
Digital Equipment Corporation (DEC) — американская компьютерная компания, была основана в 1957 году Кеном Олсеном и Харланом Андерсоном (англ. Harlan Anderson).

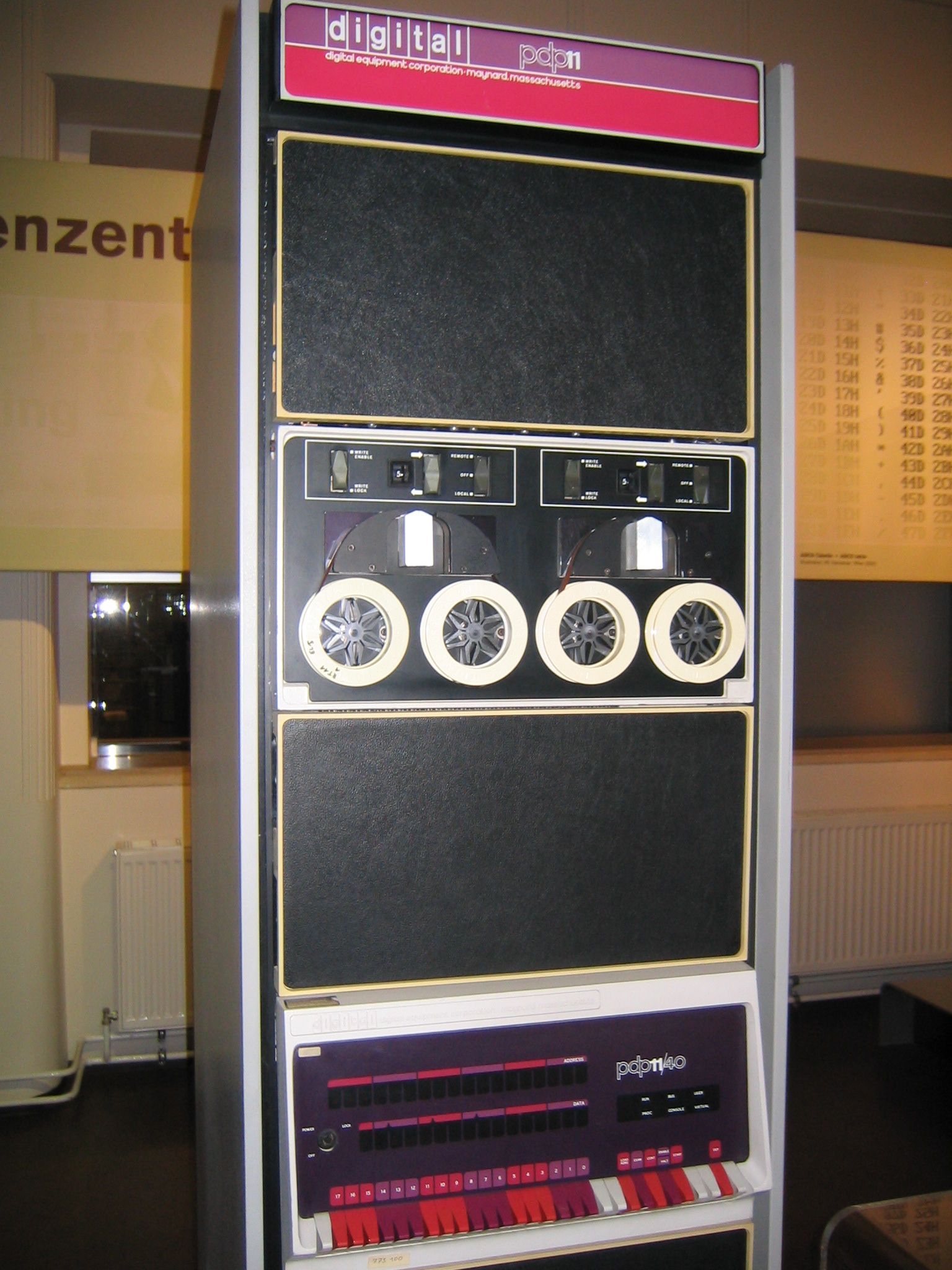
DEC PDP-11/40

Начальный капитал компании составлял 100 тыс. $, причём 70 % принадлежало компании American Research and Development. Компания-учредитель настояла на том, чтобы в названии дочерней компании отсутствовало слово «computer», хотя изначально название планировалось как «Digital Computer Corporation». Это же условие было соблюдено и в названии продукции: вместо термина «computer» употреблялся термин «Programmable Data Processor», или сокращённо «PDP». Данное условие было связано с тем, что в те времена существовал стереотип о том, что компьютер — это нечто огромное и дорогое, требующее отдельного машинного зала и солидного обслуживающего персонала. Таким путём компания избежала негативных последствий этого стереотипа.
Офис компании располагался в помещении бывшей шерстеперерабатывающей фабрики в городе Мейнарде (Массачусетс). В 1970 году компания выкупила здание целиком и достроила несколько новых корпусов.
В 1998 году Compaq купила находившуюся в тяжёлом финансовом положении Digital Equipment Corporation.
Самыми известными продуктами DEC являются серия мини-компьютеров PDP (наиболее популярный — PDP-11), серия VAX, микропроцессоры Alpha.

## DEC в СССР и России
С 1970-х годов в СССР широко использовали технологии DEC, в частности, некоторые линейки серии малых ЭВМ фактически клонировали аппаратное и программное обеспечение DEC: PDP-8, PDP-11 и VAX, ЭВМ Электроника-60 была аналогом LSI-11, а Электроника 85 — была копией DEC Professional 350. Использование технологий DEC в СССР было нелегальным ввиду запрета координационного комитета по экспортному контролю на передачу высоких технологий в страны Варшавского договора.
В 1991 году DEC открыла представительство в России, которое, вплоть до поглощения компанией Compaq в 1998 году, координировало текущую деятельность корпорации на территории России. На момент поглощения российским представительством компании руководил Пол Харви (англ. Paul Harvey).

## Продукция

### 8-битные системы
В 1980-х DEC создала VT180 (кодовое имя «Robin») — терминал VT100 с микрокомпьютером на основе Z80 с операционной системой CP/M.
Позже был создан Rainbow 100, который имел процессоры Z80 и 8088 и мог работать с CP/M, CP/M-86 и MS-DOS.
DEC также использовала 8-битные микропроцессоры в качестве встроенных процессоров в больших системах; например, как консольный процессор в системах PDP-11/04, 11/34 и 11/44, а также как основной процессор семейства VT100 графических терминалов.

### 12-битные системы

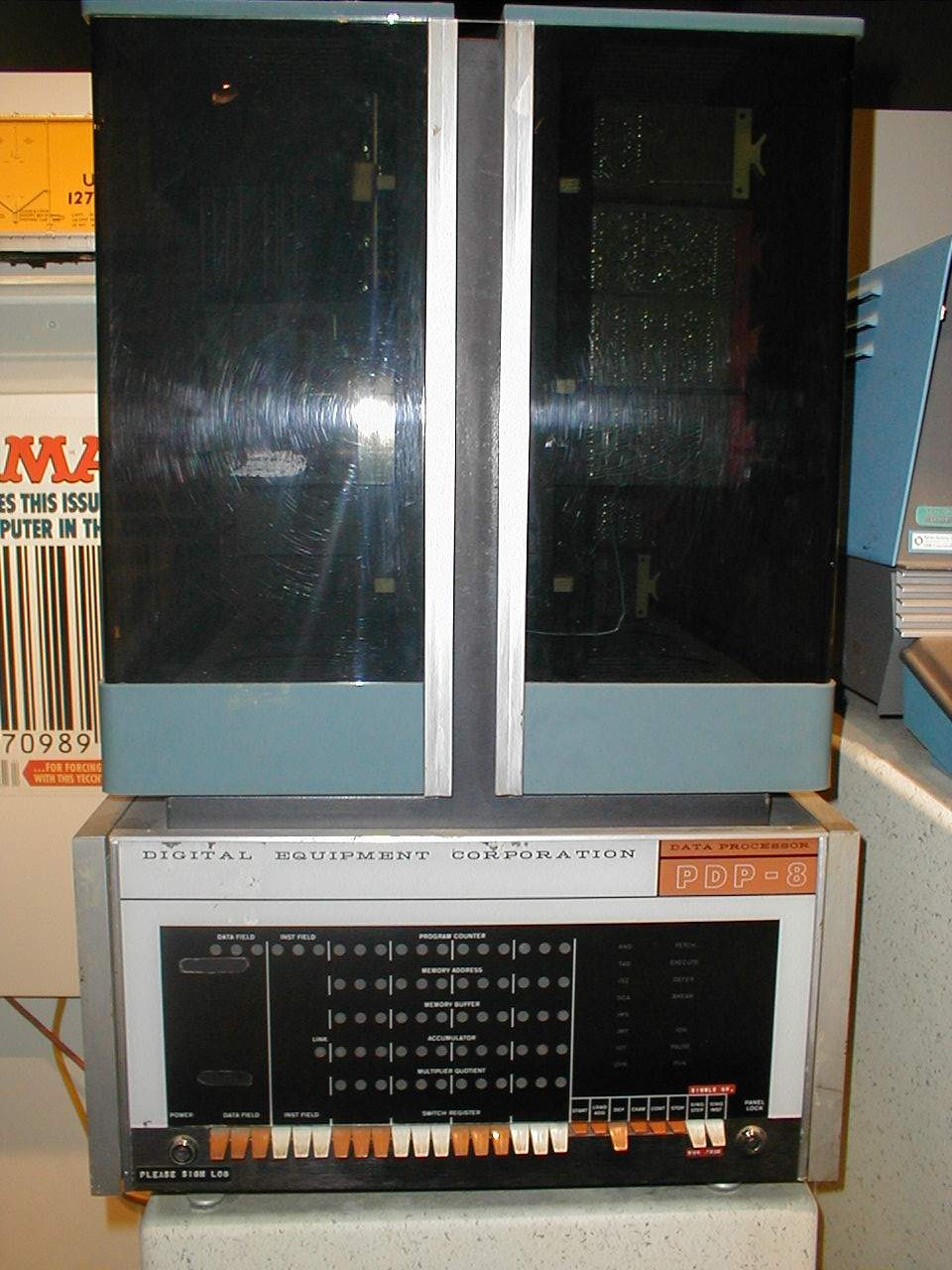
PDP-8

В 1963 DEC представила PDP-5, ранний дешёвый мини-компьютер. Настоящий успех пришёл с созданием PDP-8 в 1964 году. Это была небольшая 12-битная машина, продававшаяся примерно за $16 тыс. Она была достаточно проста для использования в разных сферах и вскоре продавалась в больших количествах научным лабораториям и промышленным предприятиям.
PDP-8 имеет важное историческое значение, потому что был первым компьютером, массово закупавшимся конечными пользователями в качестве альтернативы большим ЭВМ для вычислительных центров. Из-за их низкой цены эти машины могли быть куплены для выполнения конкретных задач, тогда как мейнфреймы того времени обычно покупались для совместного использования при решении разных задач. Сегодня PDP-8 считается первым мини-компьютером.
Архитектура PDP-8 оказала влияние на многие 8- и 16-битные архитектуры, в их числе HP 2100 и Data General Nova, в меньшей степени — на микропроцессоры National Semiconductor IMP, PACE и INS8900 и Signetics 2650. Машины, основанные на PDP-8, могут быть охарактеризованы небольшим количеством регистров-аккумуляторов (таких как AC и MQ, или A и B) или небольшим числом регистров общего назначения (R0-R3).
PDP-8 также оказала влияние на архитектуру 4-битного процессора Intel 4004, хотя он имеет большее число регистров (R0-R15).

### 16-битные системы
В мае 1968 года группа инженеров DEC основала компанию Data General, которая создала 16-битный микрокомпьютер Nova на основе архитектуры, которую до этого отвергло руководство DEC. Для того, чтобы не проиграть в конкурентной борьбе, DEC создала 16-битный компьютер PDP-11. Многочисленные инновации, в числе которых Unibus, сделали архитектуру «11» одним из лидеров компьютерной индустрии того времени. Первой моделью стала PDP-11/20, которая затем была заменена на высокопроизводительные модели 11/45 и 11/70.
PDP-11 поддерживала несколько операционных систем, включая Unix от Bell Labs, а также DOS-11, RSX-11 (RSX-11D и IAS — RSX-11D), RT-11 и RSTS/E от DEC. DOS-11 была первой дисковой операционной системой для PDP-11. RT-11 являлась операционной системой реального времени. RSX была многозадачной системой общего назначения и поддерживала большое количество языков программирования.
Операционные системы PDP стали моделью для многих других операционных систем. Например, в CP/M использовался синтаксис команд, схожий с RT-11, и сохранилась программа PIP для копирования данных с одного устройства на другое.

### 18-битные системы
В течение 1960-х DEC выпускала машины с соотношением цена/производительность ниже, чем у мейнфреймов IBM. В основном, это были 18-битные машины: PDP-1, PDP-4 (1963), PDP-7 (впервые использована технология Flip-Chip), PDP-9 (1965) и PDP-15 (начиная с 1970-х; затем продавались под брендом «XVM»).

### 24-битные системы
Название PDP-2 было зарезервировано для 24-битной машины, которая так и не была выпущена.

### 36-битные системы
Была разработана 36-битная модель PDP-3, выпущенная в единственном экземпляре.
В 1964 для решения научных задач была разработана система PDP-6 с 36-битной архитектурой. За ней последовала серия PDP-10, которая продавалась как DECsystem-10 и DECSYSTEM-20.

### VAX
В 1976 году DEC расширила архитектуру PDP-11 до 32 бит и назвала её VAX (Virtual Address eXtension). Первая модель на её основе, PDP-11/780, была выпущена в 1978, став первым суперминикомпьютером компании. В дальнейшем DEC сфокусировалась на продвижении VAX, отменив проекты по улучшению предшествующих архитектур, таких как PDP-10 (проект «Jupiter»).
Архитектура VAX имела набор инструкций, большой даже по сегодняшним стандартам. VAX поддерживала страничную память, защиту памяти и виртуальную память. На VAX могли работать операционные системы Unix и VMS компании DEC.

### Ethernet
В 1984 году DEC создала свой первый 10 Мбит/с Ethernet. Совместив DECnet и терминальные серверы на основе Ethernet, DEC создала архитектуру сетевого хранения данных, которая позволила им конкурировать с IBM. Ethernet заменил технологию Token ring от IBM и стал основой для сегодняшних сетей.

### 32-битные MIPS и 64-битные Alpha

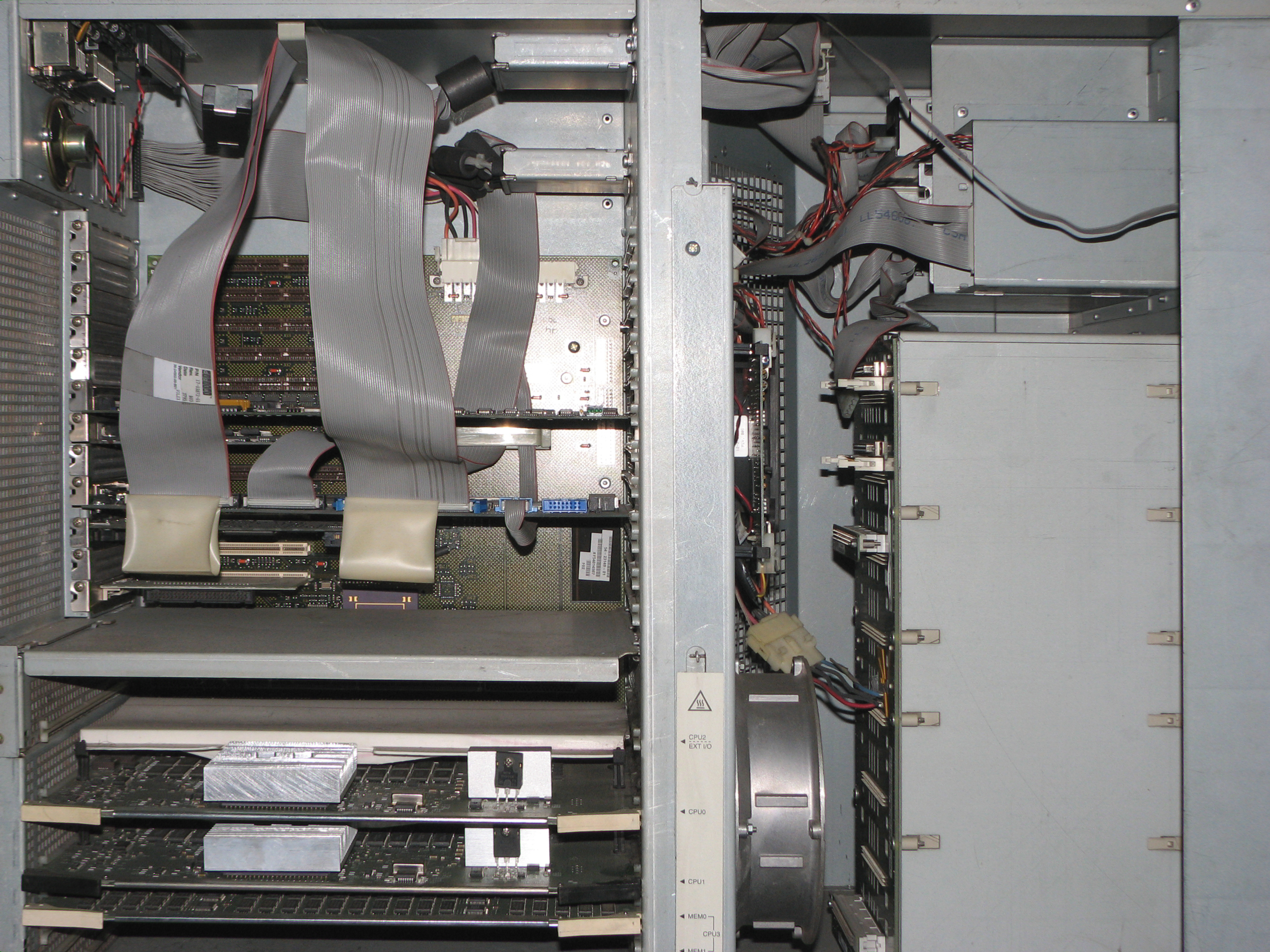
AlphaServer 2100

В течение 1980-х DEC делала несколько попыток создать RISC-процессор для замены архитектуры VAX. Один из таких проектов, PRISM, достиг значительных успехов, прежде чем был отменён в 1988 году. Вместо этого DEC запустила линейки основанных на MIPS рабочих станций и серверов DECstation и DECsystem.
Наконец, в 1992, DEC запустила в производство процессор DECchip 21064, первую реализацию архитектуры Alpha, изначально названную Alpha AXP. Это была 64-битная RISC-архитектура (в противоположность CISC-архитектуре VAX) и одна из первых «чистых» (не расширение ранее существовавшей 32-битной архитектуры) 64-битная микропроцессорная архитектура. На время запуска Alpha показывала лидирующую производительность, некоторые варианты сохраняли лидирующее положение и в 2000-х. Суперкомпьютер AlphaServer SC45 был шестым в мире на ноябрь 2004. Компьютеры на основе Alpha (серии DEC AXP, позже — AlphaStation и AlphaServer) заменили архитектуры VAX и MIPS в продуктовых линейках DEC и могли работать под управлением операционных систем OpenVMS, DEC OSF/1 AXP (позже Digital Unix или Tru64 UNIX) и ранние версии Windows NT.
DEC конкурировала с системами на основе Unix, добавив POSIX-совместимость в операционную систему VAX/VMS (переименованную в OpenVMS) и продавала собственные версии Unix (Ultrix для PDP-11, VAX и MIPS; OSF/1 для Alpha).

### StrongARM
В середине 1990-х годов Digital Semiconductor сотрудничала с ARM Limited для производства микропроцессора StrongARM. Он основывался частично на ARM7 и частично на технологиях DEC и создавался для использования во встраиваемых системах. Он был совместим с архитектурой ARMv4 и был очень успешен на рынке, эффективно конкурируя с архитектурами SuperH и MIPS. В 1997 году, после судебного разбирательства, интеллектуальная собственность StrongARM была продана компании Intel. Она продолжала выпуск процессоров StrongARM, одновременно разрабатывая на их основе архитектуру XScale, но в 2006 году этот бизнес был перепродан компании Marvell.